# Pak Yung-sun
Pour les articles homonymes, voir Pak.
Dans ce nom coréen, le nom de famille, Pak, précède le nom personnel Yung-sun.
Pak Yung-Sun (née le 22 août 1956 et morte le 14 juillet 1987) est une pongiste de Corée du Nord.
Elle a été championne du monde à deux reprises, en 1975 à Calcutta et en 1977 à Birmingham. Elle remporte les championnats d'Asie de 1976 en double dames et en par équipes.